# Kognition
Kognition ist ein von verschiedenen Wissenschaften und in verschiedenen Bedeutungen verwendeter Begriff. Die Bezeichnung ist abgeleitet von lateinisch cognoscere (,erkennen‘ oder ‚erfahren‘) bzw. lateinisch cognitio (‚Erkennen‘) und über das Englische in die deutsche Sprache gelangt. Sehr allgemein kann man Kognition als jegliche geistige Aktivität verstehen, wobei diese Denkprozesse nicht bewusst ablaufen und nicht rational sein müssen. Viele derzeit übliche Definitionen setzen Kognition mit Informationsverarbeitung gleich. Kognitive Prozesse können unabhängig von ihrer materiellen Seite definiert und untersucht werden.

## Begriffsbestimmung
Zu den kognitiven Fähigkeiten oder Prozessen eines Menschen zählen unter anderem
- Wahrnehmung und Aufmerksamkeit,
- Erinnerung und Lernen,
- Kreativität, Phantasie und Vorstellungskraft,
- das Denken (Planen, Orientieren, Argumentieren, Problemlösen uva.)
- und die Selbstbeobachtung (Introspektion).

Eine weitere Definition beschreibt Kognition als die Summe aller Denk- und Wahrnehmungsvorgänge und deren mentale Ergebnisse (Wissen, Einstellungen, Überzeugungen, Erwartungen), wobei Kognitionen bewusst, z. B. beim Lösen einer Rechenaufgabe, oder unbewusst, z. B. beim Bilden einer Meinung, ablaufen können.
Auch Emotionen haben einen wesentlichen kognitiven Anteil. Kognitive Fähigkeiten werden von verschiedenen Wissenschaften untersucht, z. B. der Psychologie, der Biologie, den Neurowissenschaften, der Psychiatrie, der Philosophie und der Forschung zur Künstlichen Intelligenz. Die wissenschaftliche Erforschung der Kognition wird unter dem Begriff der Kognitionswissenschaft zusammengefasst.

## Grenzen der Kognition
„Bauartbedingt“ weist die kognitive Leistungsfähigkeit einige Schwächen auf:
Wahrnehmung
Nicht alle Informationen, die den Sinnesorganen zur Verfügung stehen, können bewusst wahrgenommen werden. Ein großer Teil von ihnen wird vielmehr massiv gefiltert, integriert und auf viele andere Weisen verändert, bevor sie ins Bewusstsein gelangen.
Beispiel: Sie gehen die Straße entlang und kommen zu einem Feld frisch duftender, aber Ihnen unbekannter Blumen. Sie sind in Eile und in Gedanken, nebenbei hören sie Vögel zwitschern, Autos, und sie riechen beim Anblick der Blumen unbewusst verstärkt eine Geruchsnote, die Ihnen missfällt, wie z. B. einen zu „süßen“ Duft (Geschmäcker sind ja bekanntlich verschieden.) Dies ruft allerdings eine negative Emotion für Sie hervor, da ihr Gehirn diesen Duft mit einer bereits ähnlich abgespeicherten Domäne verbindet. Fazit: Für Sie werden wahrscheinlich alle Arten von Blumen in diesem Moment nicht angenehm duften, da das Gehirn unter all diesen Einflüssen keine Zeit hat, einzelne Düfte herauszufiltern. Dies liegt allerdings auch nicht in Ihrer aktuellen Situationspriorität, und somit werden nur die momentan „wichtigsten“ Informationen weitergeleitet, um mit den von Ihnen priorisierten Aufgaben voranzukommen (Das Weg-Ziel sicher erreichen).
Denken
Das Arbeitsgedächtnis, in dem die geistige Verarbeitung von Informationen stattfindet, hat im Regelfall eher eine kleinere Kapazität im Verhältnis zu den anderen Formen des Gedächtnisses.
Lernen
Die im Langzeitgedächtnis gespeicherten Informationen werden häufig sowohl im Voraus (z. B. durch Erwartungen) als auch im Nachhinein (z. B. durch nachfolgende Informationen) verändert.
Erinnern
Die im Langzeitgedächtnis „eigentlich“ vorhandenen Informationen sind häufig nicht genau abrufbar (das sog. Retrieval-Problem).
Motivation und Konzentration
Müdigkeit, Lustlosigkeit, mangelnde Motivation, Ablenkbarkeit usw. können die kognitive Leistungsfähigkeit beeinträchtigen.
Es kann allerdings auch ein Indikator von Langeweile sein, da Ihre Fähigkeiten das zu behandelnde Thema vielleicht schon übersteigen und Sie sich nach einer neuen Herausforderung sehnen.
Informationsverarbeitungs- und Handlungsgeschwindigkeit
Im Dezember 2024 berichteten Forscher vom Caltech, dass das menschliche Gehirn beim Denken Informationen mit 10 bit pro Sekunde verarbeitet (Zheng & Meister 2024).

## Kognition in der Psychologie
In der Psychologie bezeichnet Kognition die psychischen Prozesse und Strukturen eines Individuums, also Gedanken, Meinungen, Einstellungen, Urteile, Wünsche und Absichten. Kognitionen können als Informationsverarbeitungsprozesse verstanden werden, in denen Neues gelernt und Wissen verarbeitet wird, z. B. in Bezug auf Denken und Problemlösung. Im Leistungssport und anderen Wettkampfdisziplinen wie dem Schnelllesen oder dem Tastschreiben, bei dem Anschläge pro Minute gemessen werden, spielt die Informationsverarbeitungsgeschwindigkeit eine besondere Rolle.
Kognitionen beinhalten, was Individuen über sich selbst, ihre Umwelt, andere Menschen, ihre Vergangenheit, Gegenwart und Zukunft denken. Kognitionen können Emotionen (Gefühle) beeinflussen oder durch sie beeinflusst werden.
Man kann demzufolge festhalten, dass Kognitionen all die internen Vorstellungen sind, die sich ein Individuum von der Welt (subjektive Realität) und sich selbst konstruieren kann (im Sinne des Radikalen Konstruktivismus).
Die Systemtheorie der Kognition (Santiago-Theorie) geht auf Humberto Maturana und Francisco Varela zurück, die in den 1960er Jahren den Geist als den eigentlichen Prozess des Lebens definierten. Außenreize werden als Störeinflüsse gesehen, welchen ein Lebewesen entgegensteuert, um seinen Fortbestand zu ermöglichen (vgl. Autopoiesis). Ein kognitiv Beobachtender dieser Reaktion wird dem Lebewesen i. d. R. ebenfalls Kognition zuschreiben. Maturana fasste seine Theorie unter dem Schlagwort to live is to know zusammen.

## Kognition in der Rechtswissenschaft
Die Kognitionspflicht ist ein verfahrensrechtlicher Grundsatz, nach dem ein Gericht den ihm zur Beurteilung vorliegenden Sachverhalt bei der Urteilsfindung in dem gesetzlich vorgesehenen Umfang berücksichtigen muss.
Im römischen Recht der Kaiserzeit wurde das Kognitionsverfahren eingeführt, das das zweigeteilte Verfahren des Formularprozesses als erkennendes Verfahren in Rechtssachen ablöste, die sogenannte cognitio extra ordinem. Die begriffliche Ableitung cognitio bedeutet dabei die Prüfung und Entscheidung rechtlich relevanter Fragen durch den zuständigen Amtsträger.

## Kognition im Marketing
Kognition ist für das Marketing insofern relevant, als der Prozess der Informationsverarbeitung eine wichtige Rolle für das Kauf- bzw. Konsumentenverhalten spielt. Hierbei gelten des Weiteren mehrere verschiedene grundlegende Theorien zum Prozess der Informationsverarbeitung. Die Informationsverarbeitung bezeichnet dabei einen Prozess, der zwischen einem Sender von Informationen, dem Unternehmen, und einem Empfänger dieser Informationen, dem vor einer Kaufentscheidung stehenden Konsumenten, stattfindet. Das Ausmaß und die Qualität dieses Informationsverarbeitungsprozesses bestimmen also, welche Informationen beim Kunden ankommen und wie dieser jene aufnimmt, beurteilt, speichert und bezüglich seiner Kaufentscheidung einsetzt. Allerdings gibt es nachweislich auch eine unbewusste Entscheidung, die den Kaufprozess beeinflusst.
Phasen der Informationsverarbeitung
Die Informationssuche bezeichnet die Gewinnung von externen Informationen, d. h. solche, die noch nicht im Langzeitgedächtnis verfügbar sind. Das Marketing interessiert sich dabei vor allem für das Ausmaß der Informationssuche, um Informationen entsprechend bereitzustellen. Das Ausmaß der Informationssuche wiederum hängt von folgenden Faktoren ab:
- der Fähigkeit des Konsumenten, Informationen zu suchen,
- der Erwartung des Konsumenten bezüglich des Nutzens der Informationssuche,
- der Erwartung des Konsumenten in Bezug auf den Aufwand der Informationssuche,
- die Erfahrungen, welche der Konsument mit dem Produkt bereits gemacht hat,
- das Involvement des Konsumenten.